# Neu Darchau

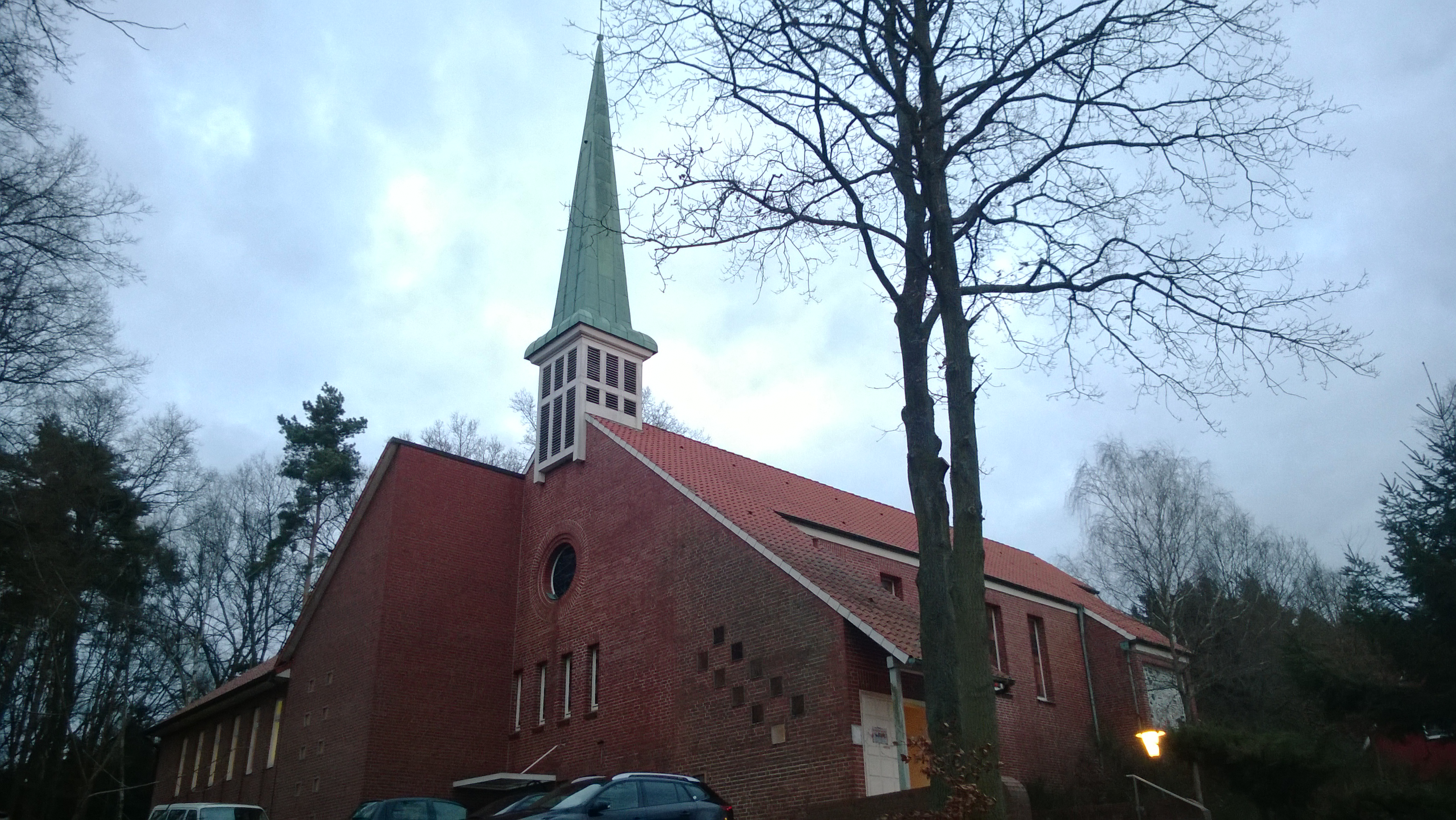
Kerk in Neu Darchau

Neu Darchau is een gemeente in de Duitse deelstaat Nedersaksen. De gemeente maakt deel uit van de Samtgemeinde Elbtalaue in het Landkreis Lüchow-Dannenberg. Neu Darchau telt 1.440 inwoners.
- Gemeinsame Normdatei: 4231193-7
- Virtual International Authority File: 246608214

Bergen an der Dumme · 
Clenze · 
Damnatz · 
Dannenberg · 
Gartow · 
Göhrde · 
Gorleben · 
Gusborn · 
Hitzacker · 
Höhbeck · 
Jameln · 
Karwitz · 
Küsten · 
Langendorf · 
Lemgow · 
Lübbow · 
Lüchow · 
Luckau · 
Neu Darchau · 
Prezelle · 
Schnackenburg · 
Schnega · 
Trebel · 
Waddeweitz · 
Woltersdorf · 
Wustrow · 
Zernien